# سرخپوست در گنجه
سرخپوست در قفسه یا سرخپوست در گنجه (انگلیسی: The Indian in the Cupboard) یک فیلم خانوادگی در سبک فانتزی و ماجراجویی به کارگردانی فرانک اوز است که در سال ۱۹۹۵ منتشر شد.
این فیلم در اوایل دهه ۱۳۸۰ از شبکه یک صدا و سیما با دوبله پارسی پخش شد.

## داستان
یک پسربچه در تولد ۹ سالگی خود یک قفسه یا گنجه کوچک به عنوان هدیه دریافت می‌کند و سپس کشف می‌کند که با قرار دادن آدمک‌های اسباب‌بازی درون گنجه و قفل کردن آن، آدمک‌ها زنده می‌شوند و با انجام دوباره آن کار، آنها دوباره به وضعیت بی‌جان برمی‌گردند.
او آدمک یک سرخپوست و یک کابوی مسلح را در گنجه قرار می‌دهد که پس از زنده شدن آنها، مشکلات و ماجراهای خاصی پیش می‌آید.

## بازیگران
- دیوید کیت
- لیندسی کروس
- ریچارد جنکینز
- استیو کوگان
- وینسنت کارتیسر
- نستور سرانو
- سکینه جعفری